# N. D. Cocea
Pour les articles homonymes, voir Cocea.
N. D. Cocea (né Nicolae Dumitru Cocea le 29 novembre 1880 et mort le 1er février 1949) est un romancier, journaliste, critique, traducteur, polémiste, homme politique de gauche roumain, auteur du roman Le Vin de longue vie (1931).

## Biographie
Né à Bârlad en Moldavie, fils d'un général, il fait sa scolarité à Bucarest au Collège national Saint-Sava. Après des études de droit, il va à Paris vers 1900 pour y poursuivre ses études. Dreyfusard, il adopte les idées de gauche et appartient au mouvement « bonjouriste », inspiré des idées de la révolution de 1848 en France. Nommé juge de paix dans son pays, il a des difficultés avec sa hiérarchie qui n'apprécie guère sa liberté de pensée. Socialiste, il participe au Congrès de Stuttgart de 1907. Il soutient le mouvement de révolte des paysans. Il est emprisonné. Membre du parti démocrate socialiste.  En 1910 il fonde et dirige le journal  Viața Socială. Durant la première guerre mondiale, il rejoint Petrograd et assiste à la prise du pouvoir par le bolchéviques en Russie.
En 1920 il devient député. Il dirige le journal Victoria (La Victoire).
N. D. Cocea est l'auteur de plusieurs romans dont le plus connu est son premier : Le Vin de longue vie, publié en 1931, récit largement autobiographique de la rencontre entre un jeune juge de paix et un vieux boyard viticulteur qui lui livre le secret de son éternelle jeunesse. 
L'action du roman Le Vin de longue vie est située entre la rivière Prout et les Carpathes. Le vin est celui de la région de Cotnar, ou Cotnari. 

## Œuvres
- N. D. Cocea (trad. du roumain), Le Vin de longue vie : roman, Paris, Le serpent à plumes, 2000, 151 p. (ISBN 2-84261-239-6). Réédité en 2012 par les éditions Cambourakis,  (ISBN 2366240090)